# Železničná spoločnosť Slovensko
Železničná spoločnosť Slovensko — словацкий железнодорожный оператор, занимающийся пассажирскими перевозками. Штаб-квартира компании расположена в Братиславе.

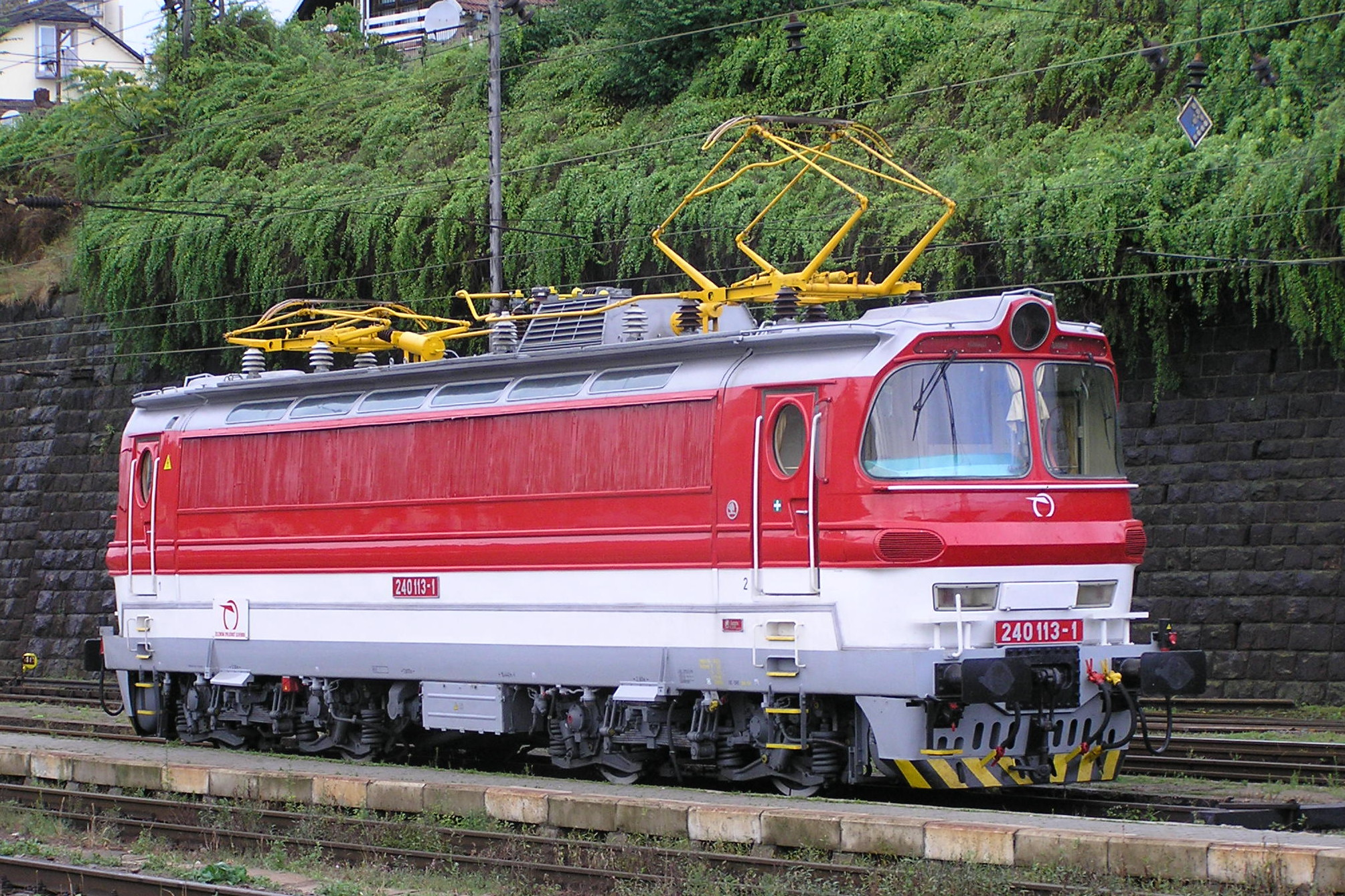
Электровоз с логотипом компании «Železničná spoločnosť Slovensko»

## История
В 2002 году была создана компания Železničná spoločnosť, которая являлась правопреемником компании Železnice Slovenskej republiky.
В 2005 году эта новая компания была дополнительно разделена на «Železničná spoločnosť Slovensko», которая должна была специализироваться на пассажирских перевозках и на «Železničná spoločnosť Cargo Slovakia», которая должна заниматься перевозками грузов.
В январе 2011 года «Železničná spoločnosť Slovensko» потеряла своё монопольное положение в области пассажирских перевозок. Компания RegioJet получила контракт на перевозки по маршруту Братислава — Дунайска-Стреда — Комарно.

## Локомотивный парк
В локомотивном парке компании электровозы серии 380 и 37 электровозов 499.3 приписанных в локомотивных депо в городах Жилина и Кошице.